# ピーマン80
『ピーマン80』（ピーマンはちじゅう）は、1979年9月8日に東宝で公開された日本映画、コメディ映画。公開時のメインプログラムはアニメ映画『エースをねらえ！』であり、本作はその併映作品。
カラー。ビスタビジョン。A・V企画製作。東宝・A・V企画提携作品。ビデオ撮影した本編を東通ecgシステムによってフィルムに変換した、いわゆるキネコ作品である。

## 概要
大学生の新井が大怪盗・谷と出会い、一攫千金を夢見てデパートの売上を狙うコメディ。
当時TBSで『8時だョ!全員集合』『クイズダービー』『ザ・チャンス!』をヒットさせていたプロデューサー・居作昌果が初めて製作した劇場用映画。主演は谷隼人と、かつて放送された居作プロデュース番組『学校そば屋テレビ局』と『ばあちゃんの星』にレギュラー出演していたずうとるびの新井康弘。
助演には、かつて『全員集合』でザ・ドリフターズのメンバーとして出演していた荒井注、『全員集合』中断中に放送した『8時だョ!出発進行』のハナ肇と谷啓、『学校そば屋テレビ局』・『ばあちゃんの星』のずうとるび（元メンバーの山田隆夫も）、『クイズダービー』の竹下景子・はらたいら・篠沢秀夫、『せんみつ・湯原ドット30』のせんだみつおと湯原昌幸、『ザ・チャンス』のピンク・レディーと後の司会者の伊東四朗（なお湯原も司会経験有り）と、居作番組の出演者が出演。特に山田は『学校～』と同じそば屋役で出演している。また当時TBSで放送されていた刑事ドラマ『明日の刑事』（谷が出演）の刑事役の出演者が、同じ役で登場している。

## あらすじ
ラーメン屋でアルバイトをしている大学3年生の新井は、出前先の豪華なマンションで泥棒に出くわし、逮捕に協力した。その泥棒に襲われた銀行員・谷は優雅な生活を送っており、新井は谷家に居候することになる。そして谷家の両隣に住む君枝に二人は一目惚れするが、谷にはアンというファンキー娘がぞっこんしていた。
それから数日後、新井は谷の正体が大怪盗であることを知る。デパートの売り上げを狙う谷は新井に結託を勧め、新井も了解する。それから毎日二人は慎重な計画を練り、特訓を繰り返す。一方警察も彼等の行動を感じる。実は谷家に忍び込んだ泥棒は、「伊東」という警視庁の敏腕刑事だった。
そしていよいよ決行の日、伊東刑事を撒いた二人はデパートに潜入し、見事売上金を奪った。ところが谷が盗んだ金を持ち逃げしてしまう。怒って追いかける新井。その二人をラジコン飛行機が襲い、彼らは金を放り出して逃げる。そこへ君枝とアンが現れ、金を持ち去った。実は君枝とアンは二人の金を狙っており、ラジコンは二人が操っていたのだ。

## スタッフ
- 製作：居作昌果
- 脚本：松岡孝、かとうまなぶ、岡雄二
- 監督：居作昌果
- チーフ・カメラマン（撮影）：関功
- テクニカル・ディレクター：松下紳
- ディレクター：岡雄二
- 音楽：たかしまあきひこ
- 美術製作：石本富雄
- 美術デザイン：高橋秀夫
- オーディオ・ミキサー（録音）：沖田良一
- ライティング・ディレクター（照明）：上島忠宣
- スチル：安田芳郎
- カラー調整：宮本太一
- VTR：前岡良徹
- サウンドエフェクト：針金利彰

## 出演者
- 谷：谷隼人
- 君枝：真行寺君枝
- アン：アン・ルイス
- 新井：新井康弘（ずうとるび）
- ギャングのボスA：今井健二
- ギャングのボスB：深江章喜
- 影の男：伊東四朗
- 女学生：竹下景子
- 上司：左とん平
- 銀行員：せんだみつお
- 「吉野家」店長：湯原昌幸
- 江戸っ子：四代目三遊亭金馬
- そば屋：山田隆夫
- ビアガーデンの店長：荒井注
- パン屋のおやじ：谷啓（ハナ肇とクレージーキャッツ）
- 銀行員：前川清（内山田洋とクール・ファイブ）
- 銀行員：内山田洋（同上）
- 銀行員：宮本悦朗（同上）
- 銀行員：小林正樹（同上）
- 江藤：江藤博利（ずうとるび）
- 今村：今村良樹（同上）
- 池田：池田善彦（同上）
- シェリー：シェリー
- 警官：角川博
- 女子大生：ピンク・レディー
- 学生課事務員：ハナ肇（ハナ肇とクレージーキャッツ）
- 刑事：坂上二郎（『明日の刑事』より）
- 刑事：田中健（同上）
- 刑事：志穂美悦子（同上）
- 刑事：橋本功（同上）
- 刑事：東竜也（同上）
- 刑事：鈴木ヒロミツ（同上）
- 刑事：梅宮辰夫（同上）
- ラーメン屋の客：はらたいら
- ラーメン屋の主人：楳図かずお
- 大学教授：篠沢秀夫

## 主題歌
「ピーマン80」
- 作詞・作曲・歌：近田春夫

挿入歌
「ウッカリBOY チャッカリGAL」
- 作詞：近田春夫、作曲：井上鑑、歌：ずうとるび

## 同時上映
『エースをねらえ!』（劇場用新作版）
- 原作：山本鈴美香／脚本：藤川桂介／監督：出崎統／主演（声）：高坂真琴

## 参考資料
- キネマ旬報